# Louis Blanc
Louis Blanc  (Madrid, 1813. október 28. – Cannes, 1882. december 6.) francia politikai újságíró, történész és szocialista politikus.

## Ifjúkora
Apja magas rangú hivatalnok volt Joseph Bonaparte madridi udvarában, de I. Napóleon bukása után a család elszegényedett. Iskoláit kitűnő eredménnyel végezte Rodez-ben. Édesanyja meghalt, apja elméje elborult, így Blanc 19 évesen családfenntartó lett. Abbahagyta tanulmányait, és öccsével Párizsba indult. Útközben értesültek a Júliusi forradalom kitöréséről (1830). Párizsban órákat adott, és írnokoskodott, majd családi kapcsolatainak köszönhetően házitanítói állást kapott egy iparmágnásnál Arras-ban, amely a francia ipari forradalom bölcsője volt. Itt alkalma nyílt meglátogatni a 600 munkást foglalkoztató hallette-i vasöntödét, ahol mozdonyokat és hidraulikus préseket gyártottak. A proletárok nehéz életkörülményeit látva végleg szakított a legitimista elvekkel, és közeledett a szocialista eszmékhez.

## Újságírás
1834-ben visszatért Párizsba, és a Le Bon Sens napilapnál, majd a National című lapnál dolgozott. A gazdasági versenyt bemutató cikkeiben igyekezett ráébreszteni a kis- és középpolgárságot arra, hogy vesztesek a tőkével rendelkező nagypolgársággal szemben. Az általános választójog gondolatát is itt dolgozta  ki. Az 1834-es felkelés után a kormány elfojtotta a köztársasági mozgalmat. Louis Blanc cikkeiben pártolta a vádlottakat.
1839-ben megalapította a Revue du Progrès című lapot, és itt publikálta a L’organisation du travail (A munka megszervezése) című híres művét, amelyben megoldást ajánlott az égető társadalmi kérdésekre. Támadta a konkurenciaharcot. Nyereséget létrehozó ipari termelőszövetkezetek alapítását javasolta, melyeket a demokratikus állam ellenőriz működésük első évében. A szövetkezetek megalapítása a munkához való jog kivívását is jelentette volna. Blanc szerint azért van szükség ilyen rendszerre, mert a vállalkozók közötti versengés elkerülhetetlenül monopóliumokhoz vezet, és a munkaerőpiacon uralkodó versengés elszegényedést okoz. Blanc arra törekedett, hogy a Revue du Progrès hasábjain nyílt fórum jöjjön létre a republikánus vélemények különböző tendenciái számára. Blanc küzdött a demokratikus parlamenti rendszerért. Támogatta a társadalmi demokrácia tervét, a nyereség illetve, a veszteség igazságos elosztását.
Találkozott III. Napóleon francia császárral, akit a Ham erődben tartottak fogva. Mivel azt hitte, hogy sikerült őt meggyőznie elveinek helyességéről, elvállalta védelmét a felsőház előtt az 1840-es boulogne-i puccskísérlet után.
Louis Blanc történészként is híressé vált, amikor 1841-ben kiadta L’histoire de dix ans (1830-1840) című művét, mely I. Lajos Fülöp francia király uralkodásának első tíz esztendejét bírálta.

## Politika, szociális műhelyek
1848. február 22-én bankettet készültek rendezni Párizsban, melyet a kormány betiltott. Blanc kezdeményezésére a legelkötelezettebb tagok mégis találkoztak, és a bankett másnap is folytatódott, sőt a nemzeti gárda is melléjük állt. I. Lajos Fülöp francia király lemondott a trónról unokája, Párizs grófja javára. Ideiglenes kormány alakult, Louis Blanc is tagja lett. A Városházán kikiáltották a köztársaságot.
A párizsi munkások követelésére az ideiglenes kormány nevében Blanc nyilatkozatot írt, amely biztosította a munkához való jogot. (Lamartine ellenezte). Mivel az ideiglenes kormány nem tartotta meg ígéretét, február 28-án tüntetést rendeztek Párizsban. A nép ismét azt követelte, hogy a kormány adjon munkát, és hozza létre a Társadalmi haladás Minisztériumát. A kormánytagok többsége ellenezte az újabb követelések teljesítését. A tüntetőknek be kellett érniük a Luxembourg-bizottsággal, amely a Luxembourg-palotában ülésezett. Blanc nehezen fogadta el az elnöki tisztséget. A Bizottságnak nem volt saját költségvetése, holott a forradalmárok saját pénzforrással rendelkező Munkaügyi Minisztérium felállítását követelték.
Blanc úgy képzelte, hogy a Bizottság egyféle „munkaügyi fórum” lesz, ahol szociális törvényeket hoznak, melyeket később a törvényhozó testület ratifikál. Blanc teljes odaadással, nehéz körülmények között dolgozott, és sikerült számos projektet elindítania. Ipari termelőszövetkezetek ezrei nyíltak meg, papírpénzt használtak a szövetkezetek egymás között, sőt Párizsban a kereskedelemben is. Blanc javaslatára a munkaidőt napi tíz órára csökkentették Párizsban, vidéken pedig tizenegy órára. A Bizottság szociális műhelyek létrehozását javasolta kamatmentes állami kölcsönből, melyek szakmájuknak megfelelő munkát biztosítanak a munkásoknak, s akik a nyereségből egyenlő mértékben részesülnek. Ezek a műhelyek hosszú távon ipari fellendülést eredményeztek volna. A szociális műhelyek koncepcióját, amely gazdasági és ipari megoldásokat javasolt Franciaországnak, Blanc dolgozta ki a L’organisation du travail (A munka megszervezése c. művében).

## Blanc félreállítása
Pierre Marie de Saint-Georges azt a feladatot kapta, hogy párhuzamosan és Blanc ellenében nemzeti műhelyeket hozzon létre, melyek munkát biztosítanak a szegényeknek (pld. földmunkákat és szakképzettséget nem igénylő munkákat). A nemzeti műhelyek állami felügyelet alatt működtek, az állam biztosította a munkát és a fizetést is.
Blanc növekvő befolyását látva a kormánytagok ellene fordultak. A Luxembourg-bizottságtól azt várták, hogy bizonyítsa be Blanc javaslatainak alacsony hatékonyságát. Mivel ez nem sikerült, minden eszközzel meg akarták buktatni. A nemzeti műhelyek nagyon sok pénzt kaptak, a szociális műhelyek pedig semmit.
Az 1848. áprilisi választások után a konzervatívok szereztek többséget a nemzetgyűlésben. Louis Blanc-t eltávolították a végrehajtó bizottságból. A júniusi események után Angliába menekült, és ott fejezte be A francia forradalom története c. művét. 1849 és 1851 között havonta jelentette meg a Le nouveau monde című politikai és történelmi folyóiratot. 1870-ben, a köztársaság kikiáltásakor hazatért. Újra bekerült a nemzetgyűlésbe, és haláláig tagja volt a képviselőháznak.

## Művei
- L’Organisation du travail (1839), Bureau de la Société de l’Industrie Fraternelle, Paris, 1847, 5 édition
- Histoire de dix ans, 1830–1840, Pagnerre, Paris, 1842, 2ème édition
- Appel aux honnêtes gens (1849)
- Catéchisme des socialistes (1849)
- Questions d'aujourd'hui et de demain (2. kötet, 1873–74)
- Le socialisme, Droit du travail (1848)
- Histoire de la révolution française, Lacroix, Paris, 1878, 2ème édition, 15 vols.
- Avec Jacques Crétineau-Joly, La contre-révolution , partisans, vendéens, chouans, émigrés 1794–1800
- Lettres sur l'Angleterre (1866–1867)
- Dix années de l'Histoire de l'Angleterre (1879–1881)